# Omšenie
Omšenie (allemand : Mischen, hongrois : Nagysziklás) est un village de Slovaquie situé dans la région de Trenčín.

## Histoire
La première mention écrite du village date de 1332.

## Démographie

### Évolution de la population
| Année:               | 1994. | 2004.   | 2014.   | 2024.   |
| -------------------- | ----- | ------- | ------- | ------- |
| Nombre de personnes: | 1928  | 1957    | 1996    | 1816    |
| Différence:          |       | +1,50 % | +1,99 % | -9,01 % |

| Année:               | 2023. | 2024.   |
| -------------------- | ----- | ------- |
| Nombre de personnes: | 1836  | 1816    |
| Différence:          |       | -1,08 % |